# ムハンマド4世 (ナスル朝)
ムハンマド4世（アブー・アブドゥッラー・ムハンマド・ブン・イスマーイール, アラビア語: أبو عبد الله محمد بن إسماعيل, ラテン文字転写: Abū ʿAbd Allāh Muḥammad b. Ismāʿīl, 1315年4月14日 - 1333年8月25日）は、第6代のナスル朝グラナダ王国の君主である（在位：1325年7月8日 - 1333年8月25日）。
1325年7月にイスマーイール1世が暗殺され、イスマーイール1世の10歳の息子であるムハンマドがムハンマド4世として即位した。しかし、まだ幼少であったことから当初は祖母のファーティマや大臣たちが政務を後見した。即位から間もなくワズィール（宰相）のムハンマド・ブン・アル＝マフルークとアル＝グザート・アル＝ムジャーヒディーンの司令官のウスマーン・ブン・アビー・アル＝ウラーが対立し、アルメリアに逃れたウスマーンがムハンマド4世の叔父にあたるムハンマド・ブン・ファラジュを対抗のスルターンに擁立したことで内戦が始まった。ウスマーンは北方のキリスト教国であるカスティーリャ王国のアルフォンソ11世から支援を得た一方で、ムハンマド4世はモロッコのマリーン朝を統治するアブー・サイード・ウスマーン2世に支援を求めた。若年にもかかわらず内戦中に統治権を行使し始めたムハンマド4世は最終的にウスマーンと和解し、ムハンマド・ブン・アル＝マフルークの殺害を命じることで1328年に内戦を終結させた。
その後、アラゴン王国のアルフォンス4世がアルフォンソ11世と反ナスル朝の同盟を結び、両国は1330年にナスル朝に侵攻した。戦争によって農村地帯が荒廃し、領内が食糧難に陥ったためにムハンマド4世は講和を求め、1331年2月に毎年貢納金を支払うことを条件にカスティーリャと平和条約を結んだ。しかし、すぐにアルフォンソ11世が条約で認められたナスル朝への食糧の輸出を停止し、条約に加わらなかったアラゴンとの戦争も続いたことから、ムハンマド4世は1332年9月に支援を求めてフェズのマリーン朝の宮廷に向かった。マリーン朝のスルターンのアブル＝ハサン・アリーは支援の要請に応え、1333年初頭に5,000人の軍隊をアルヘシラスへ派遣した。マリーン朝は1333年6月にカスティーリャが支配するジブラルタルを降伏させることに成功したものの、救援に向かったアルフォンソ11世の軍隊によって逆にジブラルタルを包囲された。ムハンマド4世はジブラルタルの救援に向かい、カスティーリャ軍と交戦したが、最終的に1331年の条約を再確認する形で1333年8月24日に停戦が成立した。しかし、その翌日にムハンマド4世はマリーン朝との同盟、あるいはカスティーリャへの友好的な態度に不満を抱いたウスマーン・ブン・アビー・アル＝ウラーの息子たちの指図によって暗殺された。その後はムハンマド4世の弟のユースフ1世が後継者となった。

## 背景

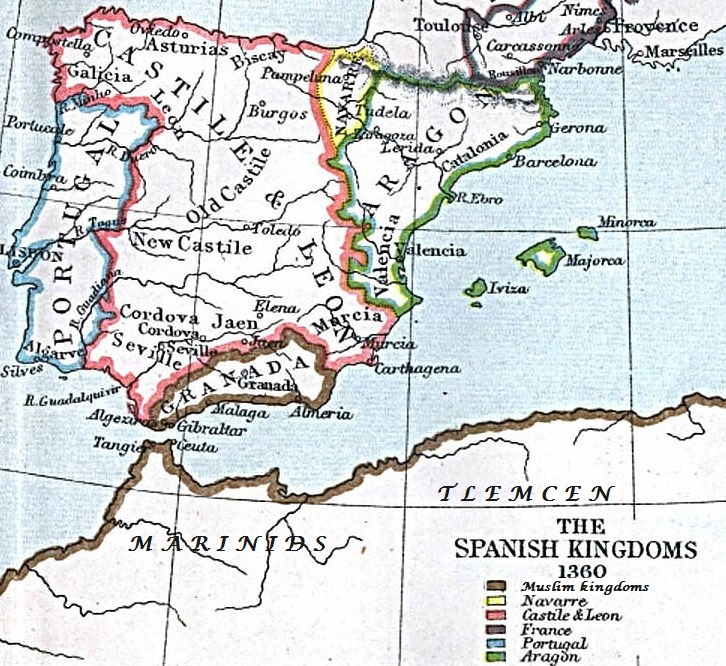
1360年時点のイベリア半島の勢力図。南部の茶色の部分がナスル朝。

ナスル朝は1230年代にムハンマド1世（在位：1238年 - 1273年）によって建国されたイベリア半島で最後のイスラーム国家であった。また、北のカスティーリャ王国とモロッコのイスラーム王朝であるマリーン朝という二つの大きな隣国に挟まれていたにもかかわらず、外交と軍事的な戦略を組み合わせることによって独立を維持することに成功した。ナスル朝はいずれかの勢力によって支配されることを避けるために、両者と断続的に同盟関係を結ぶか、時には武力に訴え、さもなければ両者が互いに戦うように仕向けていた。ナスル朝のスルターンはしばしばカスティーリャにとって重要な収入源となっていた貢納金を支払ったが、これはナスル朝にとっては重い負担であった。また、カスティーリャの視点ではナスル朝の君主は国王の臣下であったが、イスラーム教徒は史料の中で決してそのような関係にあるとは説明しなかった。実際にはムハンマド1世は時と場合に応じて他の異なるイスラーム教徒の君主に対しても忠誠を宣言していた。
ナスル朝、カスティーリャ、そしてマリーン朝の間では13世紀の最後の数十年から14世紀の半ばに至るまで、アルヘシラス、ジブラルタル、タリファといったイベリア半島と北アフリカの間の往来を制御する戦略的に重要なジブラルタル海峡の港の支配をめぐる争いが続いた。現代の歴史家はこの争いを「海峡の戦い」（Batalla del Estrecho）と呼んでいる。ムハンマド4世が即位した当時、カスティーリャは1309年に起きた包囲戦以降手にしていたジブラルタルの支配を維持しており、ジブラルタルに近いアルヘシラスへの交通を妨害していた。一方でアルヘシラスを支配していたナスル朝もカスティーリャが支配するタリファなどからジブラルタルへ向かう交通を妨げていた。イベリア半島のもう一つのキリスト教国であるアラゴン王国は、1321年にナスル朝と結んだ条約以降ナスル朝との良好な関係を維持していた。また、この時の条約にはイスラーム教徒の支配地への移住を希望するアラゴン領内のイスラーム教徒の移動の自由を認める条項が含まれていた。

## 出自と即位まで

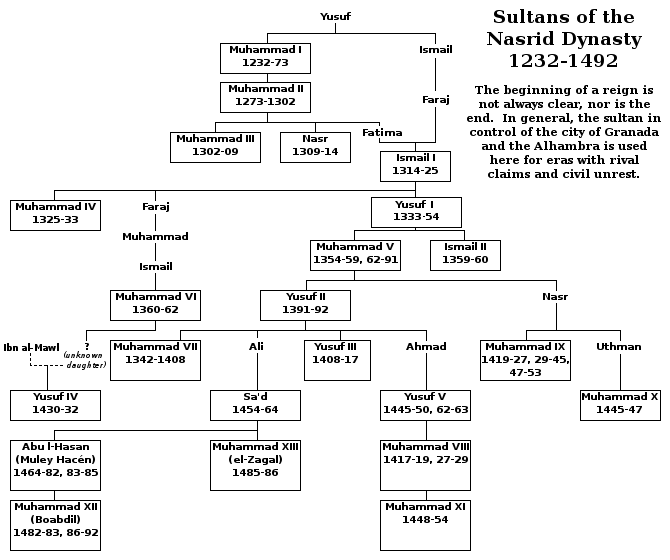
ナスル朝のスルターンの系図。ムハンマド4世はイスマーイール1世の暗殺後に祖母にあたるファーティマの支持によってスルターンに即位した。

ムハンマド4世として知られるアブー・アブドゥッラー・ムハンマド・ブン・イスマーイールは、グラナダで1315年4月14日（ヒジュラ暦715年ムハッラム月7日）にキリスト教徒の母親のアルワと叔父のナスルを追放してスルターンに即位したイスマーイール1世（在位：1314年 - 1325年）の間に長男として生まれた。父親のイスマーイール1世は1325年7月8日（ヒジュラ暦725年ラジャブ月26日）に親族のムハンマド・ブン・イスマーイール（ムハンマド4世とは同名の別人）によって暗殺された。14世紀のナスル朝の歴史家であるイブン・アル＝ハティーブとカスティーリャの『アルフォンソ11世年代記』によれば、暗殺の直接的な動機は個人的な不満によるものだった。さらにカスティーリャの年代記は、ナスル朝の軍務に服していた北アフリカ出身者によって構成された軍隊であるアル＝グザート・アル＝ムジャーヒディーンの司令官（シャイフ・アル＝グザート）のウスマーン・ブン・アビー・アル＝ウラーが影で暗殺の糸を引いていたと記している。
暗殺時に襲撃に加わったムハンマド・ブン・イスマーイールとその兄弟は即座に捕えられて殺害されたが、ウスマーンは罪には問われなかった。当時と近い時代に生きた歴史家であるイブン・ハルドゥーンによれば、ウスマーンは暗殺に関与した人物ではなく、逃走を試みた殺害犯を見つけ出して処刑した人物だった。そしてイスマーイール1世の10歳の息子のムハンマドが同じ日にスルターンであると宣言された。ワズィール（宰相）のアブル＝ハサン・ブン・マスウードは暗殺事件でイスマーイール1世を護衛した際に負傷していたものの、ムハンマドへの忠誠を宣言（バイア）するために廷臣たちを呼び集めた。忠誠を誓った人々の中には裁判官（カーディー）、説教師、スーフィー、ウラマー、文法家、そして書記官（カーティブ）がいた。ムハンマドの父方の祖母であるファーティマ・ビント・アル＝アフマルはムハンマドがスルターンの地位を継承するに当たって極めて重要となる支持を表明した。ファーティマの夫で祖父にあたるアブー・サイード・ファラジュがスルターンの血統に属していなかった一方で、ファーティマは以前のナスル朝のスルターンの子孫であり、ファーティマの血統を通じてムハンマドの即位にさらなる正当性を付与した。

## 治世

### 若いスルターンと大臣たち

ナスル朝の領域と主要な町や都市を表した地図

即位時のムハンマド4世は若年であったために宮廷の大臣たちと祖母の影響下に置かれた。当初はアブル＝ハサン・ブン・マスウードが引き続きワズィールを務めたものの、ムハンマド4世の即位から1か月後にイスマーイール1世の暗殺事件の際に負った傷からの感染症が原因となって死去した。その後はアル＝グザート・アル＝ムジャーヒディーンの司令官の地位を維持したウスマーンによって推挙されたワキールのムハンマド・ブン・アル＝マフルーク（以下はイブン・マフルークと記す）がワズィールの後任となった。ウスマーンは自身の軍事面の指揮権に加えてワズィールとの関係を築いたことで若いスルターンの宮廷において影響力のある人物となった。ムハンマド4世の後見はスルターンの家庭教師であるアブー・ヌアイム・リドワーンと祖母のファーティマに委ねられており、両者も政権運営に参画していた。
ウスマーンは程なくして他の大臣たちを遠ざけ、独裁的に振る舞うようになり、大臣たちの権限を奪うだけでなくアル＝グザート・アル＝ムジャーヒディーンへの報酬のためにほぼ独占的に国家の財源を割り当てた。この状況を受け、イブン・マフルークは野心を抱くウスマーンが権力を掌握するためにクーデターを計画しているのではないかと不安を抱くようになった。やがて明白となった両者の対立は1326年12月に最高潮に達し、ウスマーンの部隊がグラナダを占領したことでイブン・マフルークとその配下の者たちはアルハンブラ宮殿での籠城を余儀なくされた。しかし、イブン・マフルークはこの間にウスマーンの義理の息子でラッフ氏族出身のヤフヤー・ブン・ウマル・ブン・ラッフを対抗のアル＝グザート・アル＝ムジャーヒディーンの司令官に指名した。その結果としてアル＝グザート・アル＝ムジャーヒディーンの部隊はウスマーンを見捨て、ウスマーンの下には自分の家族とわずかに1,000人の従者だけが残った。

### 内戦
ウスマーンとその従者たちはアルメリアへ進軍した。そしてアルメリアの港から生まれ故郷の北アフリカへ戻る計画を進めているかのように装った。その一方でウスマーンはムハンマド4世の叔父にあたるアブー・アブドゥッラー・ムハンマド・ブン・ファラジュを招き入れ、1327年1月下旬にアブー・アブドゥッラーを対抗のスルターンであると宣言し、アブー・アブドゥッラーはアル＝カーイム・ビ＝アムルッラーフ（「神の命令を遂行する者」の意）のラカブ（尊称）を名乗った。ウスマーンとアブー・アブドゥッラーは4月4日に近郊の要塞のアンダラクスの人々から忠誠を獲得し、ウスマーンは要塞をムハンマド4世の大臣たちに対抗するための拠点に変えた。程なくして周辺地域もアブー・アブドゥッラーの支配権を認め、ナスル朝は明らかな内戦状態に陥った。
ウスマーンはカスティーリャと接触し、戦争への支援を求めた。カスティーリャ王アルフォンソ11世（在位：1312年 - 1350年）はナスル朝の分裂に乗じてすぐに西部地域へ侵入した。いくつかのイスラーム教徒による史料は、1327年6月のロンダ地方への侵入とオルベラの占領に際してウスマーンの息子の一人がアルフォンソ11世を誘導したと記録している。その後、アルフォンソ11世はプルナを制圧し、続いて近隣のアヤモンテとトレ・アルアキメが戦うことなく降伏した。海上ではナスル朝の艦隊がカスティーリャの提督のアルフォンソ・ホフレ・テノーリオに率いられた艦隊に敗北し、戦いで3隻のガレー船と300人の兵士が捕らえられ、捕虜たちはセビーリャへ連行された。

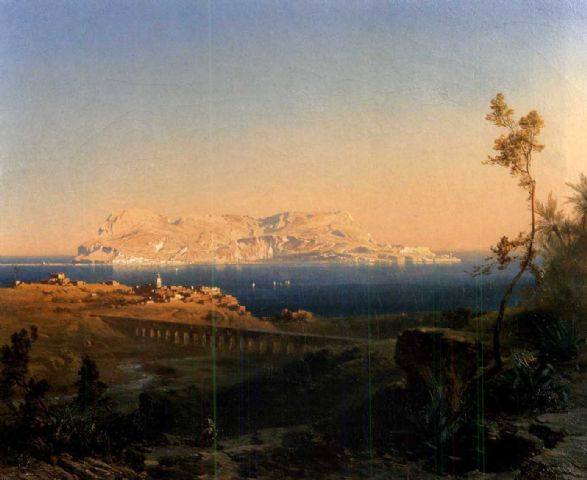
1864年に描かれたアルヘシラスと対岸のジブラルタルの眺め

ムハンマド4世の宮廷はマリーン朝に救援を求めざるを得なくなり、恐らく援軍の見返りとしてロンダとマルベーリャ、さらに翌年にはアルヘシラスの割譲を強いられた。マリーン朝のスルターンのアブー・サイード・ウスマーン2世（在位：1310年 - 1331年）はムハンマド4世を支援するために1327年と1328年にイベリア半島へ軍隊を派遣した。その間に13歳となったムハンマド4世は政府内で自ら統治権を行使し始めるようになった。結局、内戦による被害はムハンマド4世に方針の転換を迫ることになり、1328年7月か8月にはグアディクスに拠点を構えていたウスマーンとの和解に達した。さらに1328年11月6日には家内の奴隷に命じてイブン・マフルークを殺害させた。ムハンマド4世はウスマーンをシャイフ・アル＝グザートに再任し、ウスマーンは1330年に死去するまでその地位を保持した。そして以前の権力の座を取り戻したウスマーンがスルターンを僭称したアブー・アブドゥッラーを北アフリカへ送り出し、確実に内戦を終わらせた。

### 1329年までの政治動向
カスティーリャは1319年に起こったベガ・デ・グラナダの戦いでナスル朝に決定的な敗北を喫し、複数の摂政が死亡して以来国家の指導力が弱まっていたが、1325年8月13日にアルフォンソ11世が14歳となり、成年に達したと宣言されたことで指導力を欠いていた時代を終えた。アルフォンソ11世はムハンマド4世の大臣間の内戦にウスマーン側に付いて戦うことで介入し、1327年には国境地帯の複数の城を占領した。その一方で、カスティーリャの隣国であるアラゴンのジャウマ2世（在位：1291年 - 1327年）は1321年にイスマーイール1世と結んだ以前の条約の内容に沿って1326年に両国間の平和条約を更新し、ナスル朝との平和的な関係を維持した。そのジャウマ2世は1327年に死去し、王位はナスル朝に対してより好戦的な姿勢を示した息子のアルフォンス4世（在位：1327年 - 1336年）に引き継がれた。当時はマリーン朝がジブラルタル海峡における海軍の活動を活発化させていたことに加え、イベリア半島への侵攻を計画していたと言われており、新しいアラゴン王はマリーン朝とムハンマド4世の同盟の成立を警戒していた。
アルフォンス4世は父親がムハンマド4世と結んだ条約を更新したものの、一方では同じ頃にアルフォンソ11世と同盟を結び、1328年にはアグレダ条約、1329年2月6日にはタラソナ条約に署名してナスル朝に対する共同での攻撃を目論んだ。さらにカスティーリャ王の姉であるレオノールとの結婚も成立させた。結局、アルフォンス4世は絶えることのないイスラーム教徒による攻撃を口実として1329年3月にアラゴンとナスル朝の間で結ばれていた条約を破棄し、代わりにナスル朝に対する戦争を宣言した。アラゴンとカスティーリャの同盟に対抗するナスル朝の軍隊には1329年の時点で3,000人の北アフリカ出身者と1,000人のアンダルシア人からなる4,000人の騎兵が含まれていたが、このうち1,000人の北アフリカ出身者と600人のアンダルシア人が首都の守備隊に配属された。
これらの出来事の一方でムハンマド4世は1329年5月17日（ヒジュラ暦729年ラジャブ月17日）にかつての自分の家庭教師であるアブー・ヌアイム・リドワーンをハージブ（侍従）に任命した。ハージブの官職がナスル朝の歴史に登場したのはこれが初めてのことであり、その職責は10世紀の後ウマイヤ朝のハージブをモデルにしていた。ハージブは一種の首相として行動し、ワズィールや他の大臣よりも高い地位にあり、スルターンの不在時には軍の指揮権を有していた。イスマーイール1世の治世中に出世を重ねたカスティーリャ系カタルーニャ人でイスラームへの改宗者であるリドワーンは、ムハンマド4世の死後もユースフ1世の治世のほとんどの時期とムハンマド5世の最初の治世（1354年 - 1359年）にかけてハージブの地位を保持した。

### キリスト教勢力の侵略と反撃

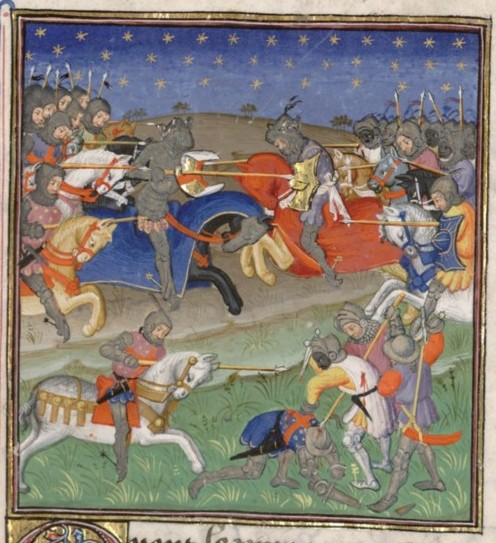
アルフォンソ11世がムハンマド4世の軍隊を破ったテバの戦い

1330年2月にローマ教皇ヨハネス22世（在位：1316年 - 1334年）はナスル朝に対する戦争を十字軍であると宣言した。アルフォンス4世はナスル朝の国境地帯へ侵攻するために500人の騎士を派遣し、一方でアルフォンソ11世は1330年7月に自ら軍隊を率いてコルドバから進軍した。カスティーリャ軍は8月7日にテバの要塞を包囲し、ウスマーン・ブン・アビー・アル＝ウラーが率いる総勢6,000人のナスル朝軍と対決した（テバの戦い）。この戦いはナスル朝側の敗北に終わり、要塞は8月30日に降伏した。ウスマーンは同じ年にマラガで死去し、アル＝グザート・アル＝ムジャーヒディーンの司令官の地位は息子のアブー・サービト・アーミルに引き継がれた。その一方でアルフォンソ11世とは別に独立して行動していた十字軍がナスル朝の農村地帯を荒らし回り、深刻な食糧不足を引き起こしたことでムハンマド4世は和平を求める姿勢に傾いた。結局、平和条約が1331年2月19日にセビーリャで合意に達し、条約は4年間継続されることになった。ムハンマド4世は毎年カスティーリャへ貢納金を支払い、その際にアルフォンソ11世を表敬するために自分の代理人を派遣することにも同意した。また、カスティーリャは条約の一部としてナスル朝の食糧不足を緩和するために小麦と家畜をナスル朝へ輸出することを認めた。一方でアラゴンのアルフォンス4世はムハンマド4世の要請にもかかわらず条約への参加を拒否した。
しかしながら、アルフォンソ11世はナスル朝への食糧輸出を停止することですぐに停戦時の合意を破った。その一方でナスル朝とアラゴンの間では戦争状態が続いた。ムハンマド4世はアリカンテ周辺の地域へ侵攻するためにアブー・ヌアイム・リドワーンが率いる軍隊を派遣した。ナスル朝軍は1331年10月18日にグアルダマール・デル・セグーラを略奪し、周辺の農村地帯を襲撃したのち、捕虜とナスル朝の軍隊に加わることを決めた400人のアラゴンのイスラーム教徒とともに帰還した。リドワーンの軍隊は1332年4月に再びアラゴンに戻り、エルチェへ5日間にわたり包囲攻撃を加えた。カスティーリャの条約違反を認識し、自国の領土に対する脅威が継続していることを考慮したムハンマド4世は、1331年8月にマリーン朝のスルターンでアブー・サイード・ウスマーン2世の後継者であるアブル＝ハサン・アリー（在位：1331年 - 1348年）に支援を求めた。そしてフェズの宮廷でアブル＝ハサンと直接会うために同年9月7日にモロッコへ出発した。マリーン朝のスルターンは前向きな反応を示し、ナスル朝のイスラーム教徒を支援するために軍隊の派遣を約束するとともに贈り物も与えた。同様にムハンマド4世は反乱を起こしたカスティーリャの貴族のフアン・マヌエルとも同盟を結ぼうとした。その一方で1332年1月初旬には重病に罹り、死についての噂が広まったが、1月23日までに回復した。

### マリーン朝の支援とジブラルタルの占領
アブル＝ハサンによるナスル朝への援軍は息子のアブー・マーリク・アブドゥルワーヒドに率いられた5,000人（キリスト教徒の史料では7,000人）の兵士からなり、1333年の初頭にアルヘシラスに向けて出航するとすぐに海と陸の両側からジブラルタルを包囲した。また、マリーン朝の援軍にはリドワーンに率いられたナスル朝の部隊も加わった。カスティーリャの提督のアルフォンソ・ホフレ・テノーリオはジブラルタルに物資を届けようとしたが、都市を封鎖していたマリーン朝の艦隊によって阻止された。これに対しテノーリオは船に積まれていたトレビュシェットを用いて小麦粉の袋の発射を試みたものの、ほとんどの袋は城には届かなかった。その一方でムハンマド4世はカストロ・デル・リオを攻撃し、この攻撃は失敗に終わったものの、その後カブラの要塞の占領に成功した。結局、ジブラルタルの守備隊はおよそ5か月に及んだ包囲の末、1333年6月17日に降伏し、守備隊は都市の外へ安全に去ることが認められた。アルフォンソ11世は降伏の3日後に救援軍がヘレスを出発してから数日行軍した時点でその知らせを聞いた。

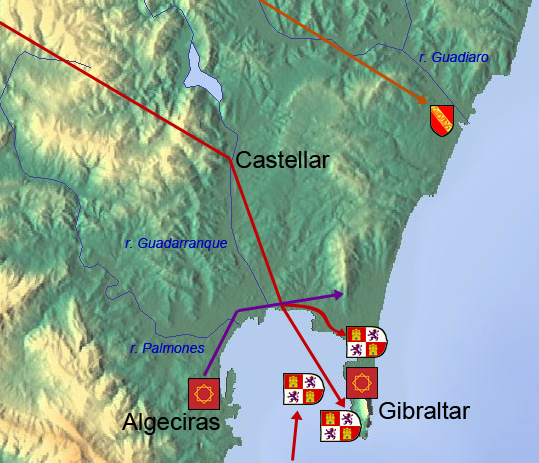
1333年にカスティーリャがジブラルタルの奪回を試みた際の軍事行動を表した図。 ナスル朝、 カスティーリャ、 マリーン朝

アルフォンソ11世は行軍を早め、6月26日にカステジャールの近くでグアダランケ川を渡り、ジブラルタルを奪還するためにすぐに都市の包囲を開始した。イスラーム教徒はアルヘシラスから物資を運ぶことで都市の防備を強化しており、アルフォンソ11世の軍勢と戦うためにアブー・マーリクの軍隊が都市に駐屯した。その一方でムハンマド4世はカスティーリャの注意を逸らすためにカスティーリャ領内へ反撃を仕掛け、ベナメヒを占領し、コルドバ周辺の一帯を襲撃した。カスティーリャ側ではアルフォンソ11世の軍隊がアブー・マーリクの軍勢によって釘付けにされた上にムハンマド4世に対抗するはずのカスティーリャの貴族たちが反乱を起こし、フアン・マヌエルも加わって国王側の複数の城を攻撃したため、ムハンマド4世が抵抗に遭うことはなかった。
その後、ムハンマド4世はジブラルタルに向けて進軍した。そして最初は包囲されたジブラルタルに近いグアディアロ川の岸辺で野営し、続いてアブー・マーリクを支援するためにシエラ・カルボネラへ向かった。イスラーム教徒の軍隊とキリスト教徒の軍隊は数日にわたって戦い、何度かの小競り合いが続いたものの、どちらの側も決定的な勝利を収める確信を得られなかった。また、アルフォンソ11世は反乱を起こした貴族による国王側の支配地の破壊に懸念を抱いていた。結局、1333年8月24日に停戦が成立し、ムハンマド4世とアルフォンソ11世はセビーリャで結ばれた1331年の条約を再確認した。ムハンマド4世はさまざまな贈り物を携えてアルフォンソ11世の天幕を訪れ、これに対してカスティーリャの王は敬意の印として頭に何も冠らずに徒歩で出向いてムハンマド4世を歓迎し、豪勢な食事を共にした。

## 暗殺
しかし、ムハンマド4世はその翌日の1333年8月25日（ヒジュラ暦733年ズルヒッジャ月13日）にグアディアロ川の河口付近で暗殺された。この暗殺はウスマーン・ブン・アビー・アル＝ウラーの息子で父親の死後にアル＝グザート・アル＝ムジャーヒディーンの新しい司令官となっていたアブー・サービト・アーミルとその兄弟のイブラーヒームの陰謀によるものだったが、実際の殺害はザイヤーンという名の奴隷によって実行された。イブン・ハルドゥーンはナスル朝とマリーン朝の同盟が原因となってムハンマド4世が殺害されたとしている。また、兄弟は自身の一族がかつてマリーン朝によって反体制派としてナスル朝へ追放されていたためにマリーン朝を一族の敵と見なしており、イベリア半島へのマリーン朝の軍事的関与についてもアル＝グザート・アル＝ムジャーヒディーンにとってはナスル朝のために戦う有力な軍事集団として以前に持っていた影響力を失うことを意味したために殺害を決意したと述べている。このように暗殺の動機としてマリーン朝の要因に言及しているイスラーム教徒の史料とは対照的に、カスティーリャの史料はムハンマド4世がアルフォンソ11世に対して過度に友好的であったために殺害されたと記している。
歴史家のブライアン・カトロスによれば、暗殺時に現場に居合わせていたハージブのリドワーンが首都のグラナダへ急行し、同日中に到着するとファーティマと協議を行い、ムハンマド4世の弟であるアブル＝ハッジャージュ・ユースフ（ユースフ1世、在位：1333年 - 1354年）を新たなスルターンとして宣言する手筈を整えた。歴史家のレオナード・パトリック・ハーヴェイとフランシスコ・ビダル・カストロもキリスト教徒の史料からの引用としてこの説明を挙げているが、、フランシスコ・ビダル・カストロは、スルターン位の宣言と忠誠の誓いが首都ではなくジブラルタルに近いイスラーム教徒の軍の野営地で行われ、ウスマーンの息子たちがユースフをスルターンであると宣言したとする別の記録を支持している。いずれにせよユースフのスルターン位はムハンマド4世の死の翌日（8月26日/ズルヒッジャ月14日）に宣言された。ムハンマド4世の遺体は8月26日にマラガの領主の館（al-munya al-sayyid）の近くに葬られたが、イスラームの殉教者の習慣に従って運ばれた遺体は洗われることなくすぐに埋葬された。その後、ドーム型の霊廟（クッバ）が墓に建てられ、詩人による墓碑銘が墓石に刻まれた。

## 人物像
伝記作家たちはムハンマド4世がナスル朝の君主の一般的な娯楽であった狩猟を愛していたと記している。また、熟練した騎手であり、しばしば競技場で他の騎手たちと競争していたと記録している。さらに武術にも優れ、文学と詩に興味を抱いていた。ムハンマド4世はマラガの詩人であるイブン・アル＝ムラービ・アル＝アズディーにシエラネバダ山脈に因む詩を書くように依頼し、くつろぐ際の手段として詩に耳を傾けていた。また、18歳で死去した時点で子供がいなかったため、未婚であった可能性が高いと考えられている。フランシスコ・ビダル・カストロは、ムハンマド4世について、ナスル朝に安定をもたらし、比較的強力な政治的立場と軍事的立場を後継者に残したと評している。